# Lucina (Heilige)

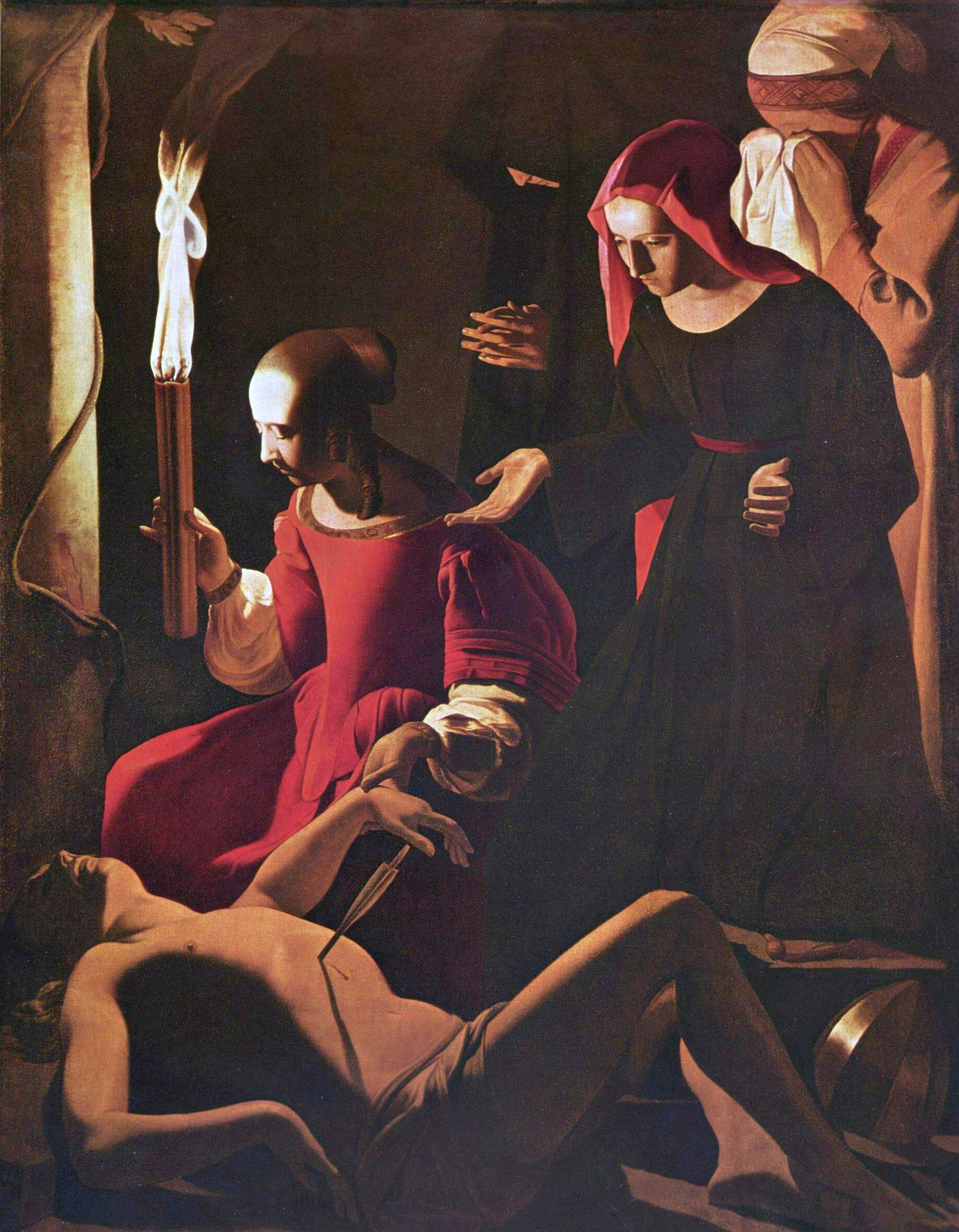
Die Beweinung des hl. Sebastian – La Tour-Werkstatt, um 1650.

Der Name Lucina erscheint in den frühchristlichen Überlieferungen (Liber Pontificalis, Gesta Martyrum) wiederholt im Zusammenhang mit den Taten frommer Römerinnen. Er bezeichnet möglicherweise nicht eine historische Person, sondern den Topos der „Quaedam matrona“, einer vornehmen Frau oder Witwe, die für die angemessene Betrauerung und Bestattung eines Märtyrers sorgt, da die zeitliche Spanne der Erzählungen vom 1. bis ins 4. Jahrhundert reicht. Zwei dieser Gestalten namens Lucina finden besondere Erwähnung, ihr Gedenktag ist der 11. Mai:
Eine Römerin namens Lucina Anicia erscheint im Bericht über das Martyrium des hl. Sebastian. Nach dessen Hinrichtung wurde der Leichnam in die Cloaca Maxima, den Hauptabwasserkanal der Stadt, geworfen. Der Märtyrer erschien Lucina im Traum und wies ihr den Ort; sie barg den Leichnam und bestattete ihn an der Via Appia, wo sich heute eine Kirche befindet, die dem Heiligen geweiht ist, San Sebastiano alle Catacombe.
Bloß als Lucina bekannt ist die Christin, die laut Liber Pontificalis Mitte des 3. Jahrhunderts an der Via Ostiense, wo sich heute die Kirche San Paolo fuori le Mura befindet, die aus den Calixtus-Katakomben übergeführten Gebeine des Apostels Paulus bestattete. Zudem setzte sie den Bischof von Rom Cornelius auf einem ihr eigenen Grundstück an der Via Appia unterirdisch bei. Die Notiz des liber pontificalis dazu lautet: „Während der Nacht sammelte die selige Lucina mit der Hilfe einiger Geistlicher die sterblichen Reste von Papst Cornelius, um sie in einer Krypta beizusetzen, die sie in ihr Besitztum auf dem Friedhof des Kallixtus hatte aushöhlen lassen, am 14. September.“ Diese sogenannten Krypten der Lucina, wo neben vielen anderen frühchristlichen Bildmotiven (Daniel in der Löwengrube, der Gute Hirte, der Jona-Zyklus, Adoranten) auch das der eucharistischen Fische sichtbar ist, gehören zu den ältesten Teilen der Calixtus-Katakombe. Der Entdecker der Katakombe, Giovanni Battista de Rossi, vermutete in der Namensgeberin nicht die legendäre Lucina, sondern die im 1. Jahrhundert historisch fassbare Pomponia Graecina, Frau des Generals Aulus Plautius. Laut den Annalen XIII, 32 des Tacitus war diese einer superstitio externa (eines auswärtigen Aberglaubens) angeklagt. Das diesbezügliche Verfahren wurde ihrem Mann übertragen, der die Untersuchung dann durchführte und Lucina als unschuldig befand. Ein anderer antiker Text schreibt Lucina eine Lebensspanne von zirka 210 bis 305 zu und versucht so die meisten der frommen Taten auf eine Person zu vereinigen. So soll diese Lucina noch zahlreiche weitere Märtyrer in Rom beigesetzt haben, darunter Cyriacus und den Papst Marcellus I. In hohem Alter habe sie selbst das Martyrium erlitten.